# 그 여자에게 옷을 입혀라
"그 여자에게 옷을 입혀라"는 1970년 공개된 대한민국의 영화이다.

## 배역
- 문희
- 남궁원
- 문정숙
- 이성훈
- 주선태
- 조덕성
- 이영호
- 이전희
- 추봉
- 태일
- 안일문